# Wilhelmenia Wiggins Fernandez
Wilhelmenia Wiggins Fernandez, née le 5 janvier 1949 à Philadelphie (Pennsylvanie) et morte le 2 février 2024 à Lexington (Kentucky), est une cantatrice américaine de tessiture soprano.

## Biographie
Wilhelmenia Fernandez est une soprano qui a reçu sa formation à la Philadelphia Academy of Vocal Arts. Elle a obtenu ensuite une bourse à la Julliard School of Music à New York. Elle a brièvement travaillé comme secrétaire d’une compagnie d’assurance avant de se tourner résolument vers une carrière de chanteuse.
Elle a participé à quelques films, dont les plus connus sont La Bohème, en 1980, Diva de Jean-Jacques Beineix, en 1981 et Traquée de Ridley Scott, en 1987.
Pour sa performance dans Carmen Jones, elle a reçu le prix Laurence Olivier Theatre en 1992 (saison 1991) de la meilleure actrice dans une comédie musicale ou un spectacle.
Wilhelmenia Fernandez a été invitée au 4e Festival Les éclectiques de Rocamadour par Patrick de Carolis, fondateur du Festival, afin de donner un récital à la basilique Saint-Sauveur, le 19 juillet 2004,.
Elle meurt le 2 février 2024 à Lexington (Kentucky), à l'âge de 75 ans, et est inhumée au cimetière communal.